# Panesthia cribrata
Panesthia cribrata är en kackerlacksart som beskrevs av Henri Saussure 1864. Panesthia cribrata ingår i släktet Panesthia och familjen jättekackerlackor. Inga underarter finns listade i Catalogue of Life.